# Fabio Nannarelli
Fabio Nannarelli (født 25. oktober 1825 i Rom, død 29. maj 1894 sammesteds) var en italiensk digter. 
Nannarelli blev 1870 ansat i Rom som universitetsprofessor i italiensk litteratur, efter at han først i 10 år havde virket i samme egenskab ved Accademia scientifico-letteraria i Milano. I forbindelse med denne hans virksomhed står nogle litterærhistoriske arbejder, han har udgivet, samt en biografi af Giovanni Torlonia (1859). Som digter indtager han en fremragende plads i den såkaldte "romerske skole", hvis idealistiske retning lægger an på klassisk form og stiller sig i modsætning til "veristerne" (for eksempel i Estetica del Diavolo, 1884). Af Nannarellis digteriske arbejder er at nævne Poesie (1853), Nuove poesie (1856), den versificerede fortælling Guglielmo (1858), fortællingerne Lucia, Giulia og Usca la Settimia (1886), visionen Dante e Beatrice (1865), Nuovi canti (1875), Nuove liriche (1881). Han har også oversat Grabbes Don Juan und Faust (1884).